# Воля Мигова (гміна)
Ґміна Воля Мигова (пол. Gmina Wola Michowa) — колишня (1934—1939 рр.) сільська ґміна Ліського повіту Львівського воєводства Польської республіки (1918—1939) рр.. Центром ґміни було село Воля Мигова.
1 серпня 1934 р. було створено ґміну Воля Мигова у Ліському повіті. До неї увійшли сільські громади: Бальниця, Лупків, Манів, Смільник, Солинка, Щербанівка, Воля Мигова і Зубенсько.
У 1945-1947 роках українське населення виселено в СРСР та на понімецькі землі.